# Rinflajš
Rinflajš (cyr. ринфлајш) – tradycyjna potrawa kuchni serbskiej pochodząca z okręgu Wojwodiny. Nazwa wywodzi się od niemieckiego słowa Rindfleisch (wołowina). Tradycyjnie stanowi posiłek przygotowywany na niedzielne obiady. Rinflajš przygotowuje się z mięsa wołowego lub w niektórych wariantach z mięsa kurczaka gotowanego w bulionie z marchwią, selerem, pasternakiem, cebulą i pietruszką. Zwykle podawany jest z purée ziemniaczanym z dodatkiem sosu z pomidorów.